# Selodden
Selodden (norwegisch für Robbenspitze; englisch Seal Point) ist eine Landspitze im westlichen Abschnitt der Vogt-Küste im Süden der subantarktischen Bouvetinsel im Südatlantik. Sie liegt unmittelbar südlich des Rustadkollen und östlich der Larsøya.
Wissenschaftler des Norwegischen Polarinstituts benannten sie 1980.